# Hugo von Bosch

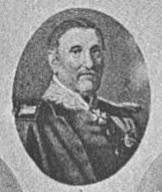
Hugo von Bosch

Hugo Bosch, seit 1850 Ritter von Bosch, (* 2. Januar 1782 in Schillingsfürst; † 7. August 1865 in München) war ein bayerischer Generalleutnant.

## Leben
Bosch trat 1795 in den Offiziersdienst der Grafschaft Hohenlohe-Schillingsfürst. 1806 wechselte er als Oberleutnant in die Dienste der Bayerischen Armee über. Man beförderte ihn 1810 zum Hauptmann, 1824 zum Major, 1834 zum Oberstleutnant sowie 1839 zum Oberst. In dieser Stellung wurde er 1841 Kommandeur des Infanterie-Leib-Regiments; als erster, der keinen Adelstitel trug. 1844 avancierte Bosch zum Generalmajor und Brigadier, er übernahm als Kommandant die Bundesfestung Ulm. 1850 verlieh ihm der König das Ritterkreuz des Verdienstordens der Bayerischen Krone. Damit verbunden war die Erhebung in den persönlichen Adelsstand und er durfte sich nach der Eintragung in die Adelsmatrikel Ritter von Bosch nennen. 1852 wurde er Generalleutnant und Kommandeur der 4. Division, 1861 Präsident des Generalauditoriums.
Vom 11. Dezember 1861 bis 20. Januar 1862 und vom 11. Juli 1863 bis 26. Juli 1863 amtierte Bosch als Ministerverweser des Kriegsministeriums.